# قانون إدارة الدولة للفترة الانتقالية
قانون إدارة الدولة العراقية للمرحلة الأنتقالية كان بمثابة دستور مؤقت في العراق، تم التوقيع عليه في 8 مارس 2004 من قبل مجلس الحكم في العراق وبدأ العمل به في 28 يونيو 2004 عقب نقل السيادة العراقية من سلطة الائتلاف الموحدة إلى الحكومة العراقية المؤقتة التي اعتبرتها قوات الاحتلال حكومة ذات سيادة. حل الدستور العراقي الدائمي محل قانون إدارة الدولة بعد الأقتراع العام على الموافقة على مسودة الدستور التي جرت في 15 أكتوبر 2005.
ومن الجدير بالذكر ان هذا القانون تضمنت على مواد مثيرة للجدل منها على سبيل المثال المادة رقم 58 الذي يدعو الحكومة العراقية إلى اتخاذ تدابير، من اجل رفع الظلم الذي سببته ممارسات النظام السابق والمتمثلة بتغيير الوضع السكاني لمناطق معينة بضمنها كركوك, هذه المادة التي يصر الأكراد إلى تطبيقها خلقت جوا مشحونا في مدينة كركوك حيث اتهم التركمان والعرب الساكنين في كركوك الأحزاب الكردية وخاصة الحزب الديمقراطي الكردستاني بزعامة مسعود بارزاني والاتحاد الوطني الكردستاني بزعامة جلال طالباني بمحاولتهم «تكريد» مدينة كركوك كعملية عكسية لسياسة التعريب التي كانت متبعة في عهد الرئيس العراقي السابق صدام حسين حيث اتهمت تلك الجهات تلك الأحزاب بجلب اعداد كبيرة من الأكراد الذين لا ترجع اصولهم إلى مدينة كركوك وهذا الاتهام نفته الأحزاب الكردية بشدة
أحد المواد الأخرى والتي أصبح مثار جدل أثناء محاكمة صدام حسين والتي اثاره فريق الدفاع عن الرئيس السابق هو ان القرار بتشكيل المحكمة الجنائية الخاصة وردت في قانون إدارة الدولة وبما أن العراق لم يكن دولة ذات سيادة في وقت كتابة هذا القانون وعلية فان المحكمة التي تشكلت بموجب هذا القانون تعتبر غير شرعية. وقد اصرت المحكمة الجنائية انها محكمة شرعية.

## وصلات خارجية
النص الكامل لقانون إدارة الدولة العراقية للمرحلة الأنتقالية